# Les Muffatti
Les Muffatti ist ein 1996 von jungen Musikern in Brüssel gegründetes Barockorchester, das zwischen 2004 und 2014 unter der Leitung von Peter Van Heyghen stand und sich auf die Musik des Barock in Historischer Aufführungspraxis spezialisiert hat. Benannt ist es nach dem Komponisten und Organisten Georg Muffat.

## Diskografie
- Georg Muffat, Armonico Tributo (1682), Ramée, 2005 (RAM0502)
- Johann Christoph Pez, Concertos et Ouvertures, Ramée, 2007 (RAM0705)
- Giovanni Bononcini, San Nicola di Bari (1693), Ramée, 2008 (RAM0806)
- Giuseppe Sammartini, Concertos & Overtures, Solisten Sophie Gent (Violine), Benoît Laurent (Oboe), Ramée, 2011 (RAM1008)
- Jean-Marie Leclair, Concertos pour violon op. 7, Solist Luís Otávio Santos, Ramée, 2012 (RAM1202)
- Reinhard Keiser, Brockes-Passion, mit Vox Luminis, Solisten Zsuzsi Tóth, Jan Van Elsacker, Peter Kooij, Ramée (Outhere), 2014 (RAM1303)